# Lysette Anthony
Lysette Anthony (Londres, 26 de setembro de 1963) é uma atriz britânica que fez papeis em filmes como Switch - Trocaram Meu Sexo, Maridos e Esposas e Olha Quem Está Falando Agora. Antes de ser atriz, ela foi modelo.
Seu último trabalho importante foi na soap opera Hollyoaks, onde ela fazia o papel de Marnie Nightingale.
Em outubro de 2017 ela revelou ter sido estuprada pelo diretor e produtor Harvey Weinstein.

## Biografia
Nasceu em Marylebone, Londres, sendo a única filha do ator Michael Adam Anthony (nascido Chodzko) e da atriz Bernadette Milnes.
Ela saiu de casa aos 19 anos de idade, devido aos problemas psiquiátricos de sua mãe, que incluíam depressão e esquizofrenia. Na época, seus pais já estavam divorciados. 
Antes de ser atriz, carreira que ela iniciou aos 20 anos, ela foi uma modelo de sucesso, sendo considerada o "Rosto dos Anos 80" pelo fotógrafo David Bailey. Apareceu em diversos videoclipes musicais, tais como "Summer of '69" "Somebody", "Heaven" e "Run to You", de Bryan Adams; "I Feel You", de Depeche Mode e "Cruel Intentions", de Simian Mobile Disco. 
Em 1990 casou-se com o artista holandês Luc Leestemake, do qual se separou em 1995. Anos depois, se casou com o diretor americano David Price, do qual se separou dois anos após, e teve um filho com o compositor Simon Boswell, com o qual se relacionou entre 2004 e 2010. 
Seu filho foi diagnosticado com artrite juvenil em 2008 e Lysette atualmente trabalha pela arrecadação de fundos para desenvolver mais estudos sobre a doença. 
Em outubro de 2017 ela revelou ter sido estuprada pelo diretor e produtor Harvey Weinstein no final dos anos 80. "Ele bateu na porta da minha casa e me empurrou para dentro. Eu tentei resistir enquanto tive forças. Foi nojento. Depois deitei na banheira e chorei", disse.

## Filmografia
Segundo o site especializado Adoro Cinema, ela participou dos seguintes filmes:
| Ano  | Filme                                           | Personagem      |
| 1982 | Oliver Twist                                    | A mãe de Oliver |
| 1983 | Krull                                           | Lyssa           |
| 1988 | Sherlock e Eu                                   | Fake Leslie     |
| 1991 | Switch - Trocaram Meu Sexo                      | Liz             |
| 1992 | Maridos e Esposas                               | Sam             |
| 1993 | Tales from the Crypt - Temporada 5 - Episódio 3 | Bobb            |
| ---- | ----------------------------------------------- | --------------- |
| 1993 | Olha Quem Está Falando Agora                    | Samantha        |
| 1995 | Drácula - Morto, mas Feliz                      | Lucy            |
| 2014 | We Still Kill the Old Way                       | Lizzie Davis    |